# Christoph Löbel
Christoph Löbel auch Löwel (getauft 4. Juni 1598 in Platten; † 31. August 1651 in Jugel) war ein deutscher Unternehmer.

## Leben und Wirken
Er war der Sohn des Ratsherren und Handelsmannes Abraham Löbel (1571–1613) aus Platten in Böhmen, wo er nach dem Erreichen der Volljährigkeit das Bürgerrecht erwarb. Als Zwanzigjähriger heiratete er in Platten am 4. Oktober 1618 Anna Preußler, die Tochter des Glashüttenbesitzers im sächsischen Oberjugel und Enkelin des Gründers Sebastian Preißler. Nach dem Tod seines Schwiegervaters übernahm zunächst dessen Sohn die Glashütte. 1630 wurde Löbel selbst Besitzer der Glashütte und produzierte mit kurfürstlicher Genehmigung unter anderem Kobaltblau sowie Gläser und Humpen für den kursächsischen Hof in Dresden. Löbel vergrößerte die Produktion und dehnte diese in westliche Richtung aus. Am 9. September 1633 hatte er zusammen mit Johann Gabriel Macasius die sogenannte mittlere Mahlmühle, die jahrelang öd und wüst stand, auf zehn Jahre vom Rat der Stadt Platten gepachtet. Sie hatte die Gerechtigket zu mahlen, das Mehl frei zu verkaufen, hausbacken und böhmisch Brot zu backen, weiters auch im Einverständnisse des Handwerks Stollen und Semmeln nach der aufgerichteten Taxe zu backen und zu verkaufen. 1643 übernahm er in der Nähe von Carlsfeld die 1624 gegründete, am Frühbußer Pass mitten im Wald unweit der sächsisch-böhmischen Grenze gelegene Glashütte, aus der der heutige Eibenstocker Ortsteil Weitersglashütte hervorging. Hier produzierte er unter anderem grünes Glas, Laboranten- und Apothekergläser.

## Familie
Aus der Ehe mit Anna Preußler gingen folgende Kinder hervor:
- Magdalena (1619–1697), ⚭ Zacharias Glaßmann
- Anna Maria (1626–1667), ⚭ Gabriel Hammerdörffer
- Esther (1630–1676), ⚭ Christian Reichenbach
- Rosina (1632–1692), ⚭ Caspar Kircheisen
- Johann Gabriel (1635–1696), ⚭ Maria Magdalena Wittich
- Augustinus (1637–1668), starb in Hamburg
- Melosyna (1639–1689), ⚭ Kilian Epperlein
- Johann Christoph (* 1641)
- Abraham (1643–1702), ⚭ Anna Magdalena Riedel